# Jeran (runa)
| Nombre            | Protonórdico      | Anglosajón     | Anglosajón        |
| Nombre            | *Jē₂ran / *Jē₂raz | Gēr            | Ior               |
| Nombre            | "año, cosecha"    | "año, cosecha" | serpiente/anguila |
| Forma             | Futhark antiguo   | Futhorc        | Futhorc           |
| Forma             |                   |                |                   |
| Unicode           | ᛃ U+16C3          | ᛄ U+16C4       | ᛡ U+16C4          |
| Transliteración   | j                 | j              | io                |
| Transcripción     | j                 | j              | io                |
| Sonido AFI        | [j]               | [j]            | [jo]              |
| Puesto alfabético | 12                | 12 o 24        | 12, 28 o 29       |
| Ætt               | Ætt de Odín       | Ætt de Odín    | Ætt de ác         |

*Jēran o *Jēraz (de los temas *jē2ra-; gótico jēr, anglo-frisón ȝēr /yēr/, alto alemán y sajón jār y nórdico antiguo ār) es el nombre en protonórdico de la runa del alfabeto futhark antiguo que representa a la «j», reconstruido lingüísticamente, y que significa «cosecha, (buen) año».

## Etimología
La palabra protonórdica *jē2ran tiene la misma raíz que la palabra avéstica yāre "año", la griega griega ὧρος (oros) "año" (y ὥρα (ora) "estación", de donde proviene hora), la eslava jarŭ "primavera" y con el -or- del latín hornus "de este año" (de *ho-jōrinus), todas ellas de la raíz protoindoeuropea *yer-o-.

## Poema rúnico
El nombre de la runa solo aparece en el poema rúnico anglosajón:
| Poema rúnico anglosajón:                                                                                      | Traducción: |
| Ger byÞ gumena hiht, ðonne God læteþ, halig heofones cyning, hrusan syllan beorhte bleda beornum ond ðearfum. | La cosecha es la alegría de los hombres, cuando Dios, sagrado rey de los cielos permite que la tierra traiga sucesivamente sus frutos igual para el rico que para el pobre. |

## Runa del futhark antiguo
El origen de la runa es incierto algunos historiadores creen que se trata de una modificación de la G latina ("C (ᚲ) con un trazo") mientras que otros la consideran como una innovación germánica. En cualquiera de los casos la runa aparece en la inscripciones rúnicas más antiguas, apareciendo en el peine de Vimose grabada en la palabra harja (peine). 
La evolución de la runa es la que presenta los cambios más profundos de todas las runas, y aparece en numerosas versiones.

## En el futhorc

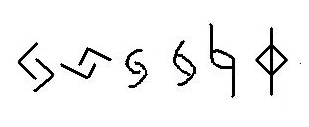
Evolución de la forma jeran a ger.

La runa se continúa en el futhorc anglosajón desdoblada como las runas gēr () e ior () representando los sonidos /j/ y /jo/ respectivamente. Mientras que la forma ger provendría de la evolución del trazo de jeran al unirse sus dos trazos en una forma estilizada, ior se originó como resultado de la ligadura de is y gyfu. 
La runa gēr aparece frecuentemente grabada en su forma original  en piedras y objetos, pero la forma posterior  para /j/ es escasa en los manuscritos.
La estrofa dedicada a ior en el poema rúnico anglosajón le da el nombre de serpiente o anguila:
| Poema rúnico anglosajón:                                                                                      | Traducción: |
| Íor biþ éafisc, and þéah a brúceþ fódres on foldan, hafaþ fægerne eard, wætre beworpen, þær hé wynnum léofaþ. | La serpiente es un pez de río, y aun así una alegría se alimenta en la tierra, tiene un bonito hogar alrededor del agua, allí vive feliz. |

## Transformación en otras runas

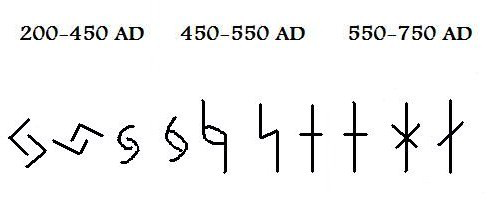
Evolución de la runa en Escandinavia.

Durante los siglos VII y VIII, la j inicial de *jara se perdió en el protonórdico, lo que hizo que la runa dejara de representar al fonema /j/ para pasar a representar el fonema /a:/. En ese tiempo la forma de la runa era una cruz con trazo largo vertical y con otro horizontal en el centro. Los lingüistas la transliteran como una A, con mayúsculas, para distinguirla de la runa ansuz, que se translitera como a minúscula. Su forma siguió evolucionando durante la última fase del futhark antiguo la runa jēra pasó a escribirse con un trazo vertical con dos trazos transversales en forma de equis en el centro (). Como la forma de la runa había cambiado tanto, una de las variantes del siglo VII abandonada se tomó para representar a la runa sowilo (). Cuando la runa naudiz se estabilizó en su forma definitiva durante los siglos VI y VII, inclinándose su trazo vertical hacia la derecha (), permitió que se simplificara la runa jēra poniéndole solo un trazo en el medio inclinado hacia la izquierda dando origen a la runa ár () del futhark joven para el fonema /a:/. Con lo que el antiguo signo de trazo vertical con una equis en el medio quedó libre, pasando a representar el fonema /h/ con la runa hagall en el futhark joven; una forma idéntica a la que había adoptado la runa ior para representar la variante /jo/ en el futhorc.

## Alfabeto gótico
La letra equivalente del alfabeto rúnico 𐌾 se llama jer, y se basa en la forma de la runa del futhark antiguo. Esto es una excepción, junto con la letra urus que viene de ur, debido a que tanto el alfabeto latino y como el griego de la época de la aparición del alfabeto gótico, y de los que derivan la mayoría de las letras góticas, carecían de caracteres diferenciados para «j» y «w» de las letras «i» y «v» respectivamente.